# Olivia Poole
Susan Olivia Poole ou Susan Olivia Davis, de son nom de jeune fille, née le 18 avril 1889 à Devils Lake et décédée le 10 octobre 1975 à Ganges, est une inventrice autochtone canadienne. Elle est la conceptrice du Jolly Jumper, un portant dynamique et autonome pour bébé, produit et fabriqué à partir de 1948.

## Biographie
Originaire du Dakota du Nord, Susan Olivia Poole est la fille de Miles Franklin Davis et de Charlotte Warren, de Devils Lake, Dakota du nord. Elle grandit au Minnesota dans la réserve indienne de White Earth. Elle appartient à la communauté des Ojibwés. Très jeune, elle aime observer la manière dont les femmes amérindiennes attachent et déposent les bébés dans un "tikinagan", un porte-bébé autochtone fait d'une armature de bois généralement composée d'une enveloppe en tissu cousue sur une planche munie d'un repose-pied, d'une poignée et d'une courroie pour le transport. En travaillant dans les champs, elle s’intéresse également à l’habitude des mères de suspendre leurs papooses dans ces tikinagans aux branches des arbres, en utilisant des lanières de cuir, comme support pour un doux mouvement de rebondissement,.
Olivia Poole est une pianiste talentueuse. Elle étudie la musique au Brandon College, au Manitoba. Elle rencontre Delbert Poole avec qui elle se marie en 1909 et devient la mère de sept enfants, le premier étant un garçon nommé Joseph. Après sa naissance, elle débute la création d’un exerciseur pour bébé qui s’inspire de la pratique des tikinagans. Après avoir achevé son invention, elle s’installe avec sa famille à Vancouver, en Colombie-Britannique, à partir de 1942.
Olivia Poole décède des complications d'une pneumonie à l'âge de 86 ans dans le district régional de la capitale, en Colombie-Britannique. Elle est enterrée au cimetière Royal Oak Burial Park à Victoria.

## Invention du Jolly Jumper
En 1910, Olivia Poole élabore un premier prototype de The Jolly Jumper. Elle utilise un manche à balai qu’elle associe à une couche de tissu lors de ses premières tentatives. Le manche à balai est utilisé comme barre de suspension, et la couche de tissu fait office de harnais. Dès 1948, le Jolly Jumper est produit pour le marché de détail. Ils sont fabriqués en Ontario, au Canada.
Au début des années 1950, sa famille réussi à la convaincre de commercialiser l'exerciseur de bébé. Elle obtient un brevet en 1957, avec l'aide de son fils Joseph,. Elle devient l'une des premières femmes autochtones canadiennes à obtenir un brevet. Elle fonde alors la société Poole Manufacturing Co., Ltd, qu'elle revend dans les années 1960.
Son invention perdure dans le temps. Il existe encore dans les années 2010, plus de deux cent articles fabriqués sous le nom de Jolly Jumper, et notamment des baskets, des accessoires pour bébé ou encore des sièges automobiles pour enfants,.
Son histoire est racontée dans deux livres pour enfants : How to Become an Accidental Genius (2019) de Frieda Wishinsky et Elizabeth MacLeod et Canadian Women Now and Then: More than 100 Stories of Fearless Trailblazers (2020) d'Elizabeth MacLeod.